# سلیمانی (مشهد)
سلیمانی روستایی در دهستان آبروان بخش رضویه شهرستان مشهد استان خراسان رضوی ایران است. بر پایه سرشماری عمومی نفوس و مسکن در سال ۱۳۹۰ جمعیت این روستا ۹۵۹ نفر (در ۲۵۷ خانوار) بوده‌است.